# Marianne Vourch
Marianne Vourch est une auteure, productrice et conférencière française, spécialiste de la musique classique.

## Biographie
Après avoir collaboré avec le chef d'orchestre français Louis Langrée, Marianne Vourch lance Les Concerts du Mercredi dès 2001. Recommandés par l'Académie de Paris, ces rendez-vous mêlent à la musique, l'histoire, la littérature et l'histoire des Arts et sont destinés à un public familial et scolaire. Elle participe avec le Musée de l'Orangerie, le Grand Palais, le Musée d'Orsay et le Petit Palais  à l'élaboration de concerts liant musique et peinture,.
En 2008, Marianne Vourch rejoint le cercle des conférenciers de La Folle Journée de Nantes. Elle est l'invitée régulière de festivals musicaux en France.
Fondatrice de la collection J'aime la musique aux éditions Bayard, Marianne Vourch est l'auteure d'une série de livres-disques dédiés aux plus grands compositeurs internationaux tels Maurice Ravel ou Jean-Sébastien Bach,,. 
En 2021, Marianne Vourch créée les Editions Villanelle. www.editions-villanelle.com

Marianne Vourch est productrice sur France Musique depuis 2018 des Histoires de Musique. Une série d'émissions à l'attention des professeurs, jeunes auditeurs et familles pour partager un sujet d'Histoire, de Littérature ou d'Histoire des Arts. Les programmes musicaux qui accompagnent chacun des sujets étant choisis afin de ponctuer, commenter ou être en miroir du propos. 
Elle crée, écrit et produit en 2020 la célèbre série Le Journal intime de...
qui remporte immédiatement un très grand succès d'audience. Initiée avec Le Journal intime de W.A Mozart lu par Nicolas Vaude
puis  Le Journal intime de Maria Callas lu par Carole Bouquet
- Le Journal intime de Rudolf Noureev lu par Lambert Wilson
- Le Journal intime de Jean-Sébastien Bach lu par Denis Podalydès, de la Comédie-Française, Le Journal intime de Nina Simone lu par Claudia Tagbo, Le Journal intime de Frédéric Chopin lu par Clément Hervieu-Léger, de la Comédie-Française, Le Journal intime d'Édith Piaf, lu par Josiane  Balasko, elle clôt ce cycle pour lequel elle reçoit les éloges de toute la presse avec Le Journal intime de Leonard Bernstein lu par Charles Berling.

## Publications
- J'aime la musique : Le jardin féerique de Maurice Ravel, Arc en Ciel, ADF-Bayard Musique, 2016
- J'aime la musique : L'offrande musicale de Jean-Sébastien Bach, Arc en Ciel, ADF-Bayard Musique, 2016,  (ISBN 285691330X)
- J'aime la musique : La note bleue de Frédéric Chopin, Arc en Ciel, ADF-Bayard Musique, 2017,  (ISBN 2364990505)
- J'aime la musique : L'hymne à la joie de Ludwig van Beethoven, Arc en Ciel, ADF-Bayard Musique, 2017,  (ISBN 2364990556)
- J'aime la musique:  La Plume enchanté de W.A Mozart
- J'aime la musique: Le Cygne blanc de Piotr Ilytch Tchaïkovski
- J'aime la musique: Au rythme des saisons d'Antonio Vivaldi
- Le Journal intime de W.A Mozart
- Le Journal intime de Maria Callas
- Le Journal intime de Rudolf Noureev
- Le Journal intime de Jean-Sébastien Bach
- Le Journal intime de Nina Simone
- Le Journal intime de Frédéric Chopin
- Le Journal intime d'Édith Piaf
- Le Journal intime de Leonard Bernstein